# Cryptocephalus octopunctatus
Cryptocephalus octopunctatus là một loài bọ cánh cứng trong họ Chrysomelidae. Loài này được Scopoli miêu tả khoa học năm 1763.